# Ernie Hudson
Ernest Lee "Ernie" Hudson Sr. (Benton Harbor, Míchigan; 17 de diciembre de 1945) es un actor estadounidense. Es conocido por su papel como Winston Zeddemore en las películas de Los cazafantasmas, como el Sargento Albrecht en la película de culto El Cuervo y como Sifu Norris en la película Dragonball Evolution.

## Biografía y carrera

### Vida personal
Hudson nació en Benton Harbor, Míchigan; es hijo de Maggie Donald, que murió de tuberculosis cuando Hudson tenía cuatro meses; Hudson nunca conoció a su padre. Fue criado por su abuela materna, Arrana Donald. Tiene un hermanastro, Lewis Hudson. Después de estar un tiempo en la Marina, se trasladó a Detroit donde se hizo un puesto como actor residente en el Concept East, la empresa de teatro más antigua del país. Además, se matriculó en la Wayne State University para desarrollar sus habilidades de interpretación. Él y otros escritores talentosos interpretaron sus propios trabajos antes de la matriculación y posteriormente a su licenciatura en la Yale School of Drama.

### Carrera

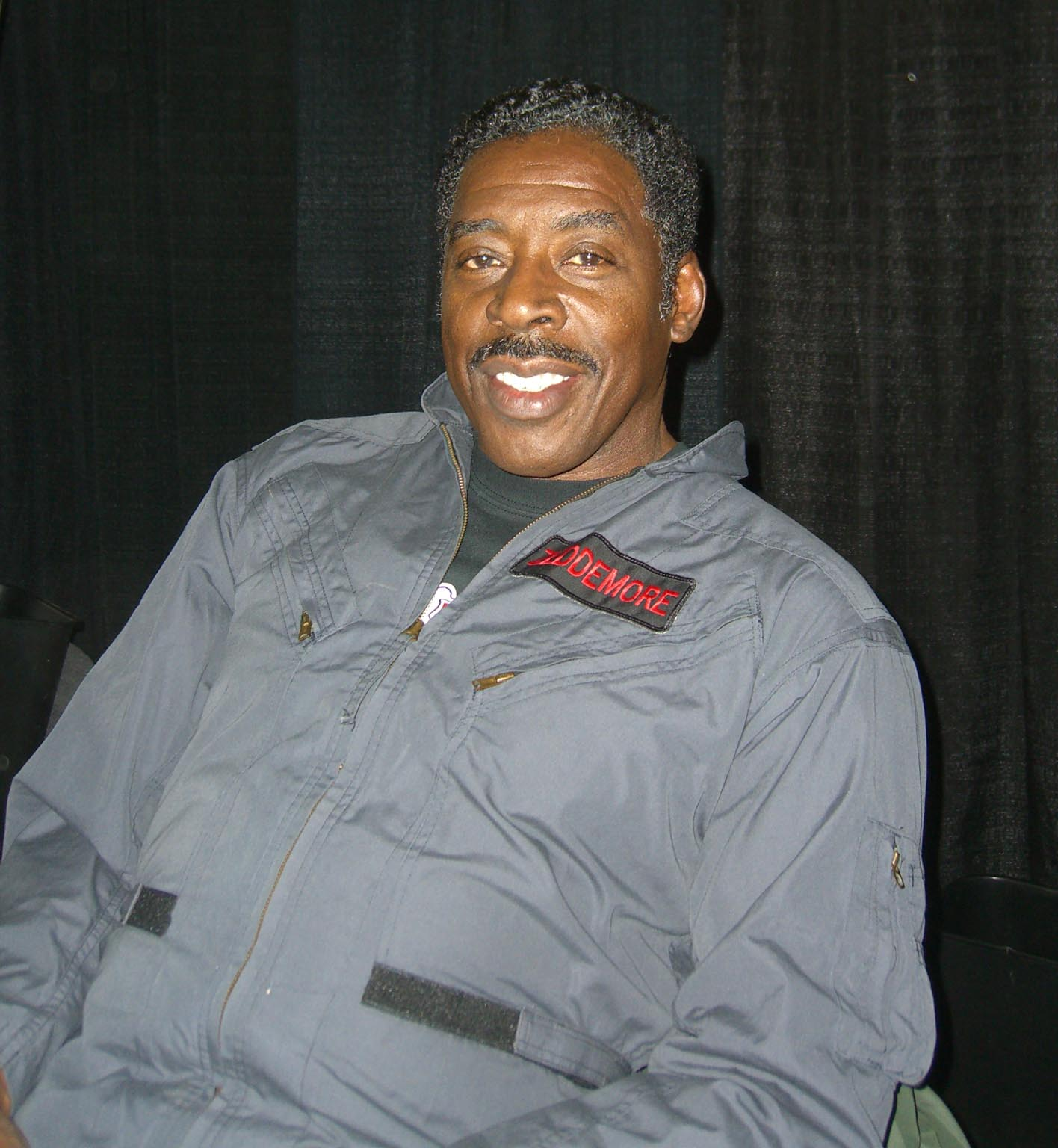
Ernie Hudson con su mítico traje de Los Cazafantasmas en 2009

Hudson interpretó a Winston Zeddemore, un bombero que entra en Los Cazafantasmas en 1984 y en 1989 hizo una audición para hacer de nuevo el papel para la serie animada, pero perdió frente a Arsenio Hall. Apareció como Munro, en Congo (la película). En 1994 filma El Cuervo como el Sargento Albrecht. Cambió de papeles cuando interpretó a un predicador que abre los ojos de un pequeño pueblo en los años 1950 en Stranger in the Kingdom. También es conocido como Harry McDonald, de la Brigada de Investigación Criminal, superior de Sandra Bullock, en Miss Agente Especial. Una de las primeras películas de Sr. Hudson fue Penitentiary a finales de los años 1970. Participó en la serie Stargate como Pernaux. Tiene un papel semi principal como Salomón en La mano que mece la cuna. También estaba sobre la serie de TV Fantasy Island como un vudú llamado Jamu en la primera temporada. Hudson también apareció como Reggie en la película Diario de un Rebelde que protagoniza Leonardo DiCaprio. Su último papel es en la película Dragonball Evolution interpretando a Sifu Norris, que es el maestro de Chow Yun-Fat en el filme.

## Filmografía

### Cine y televisión

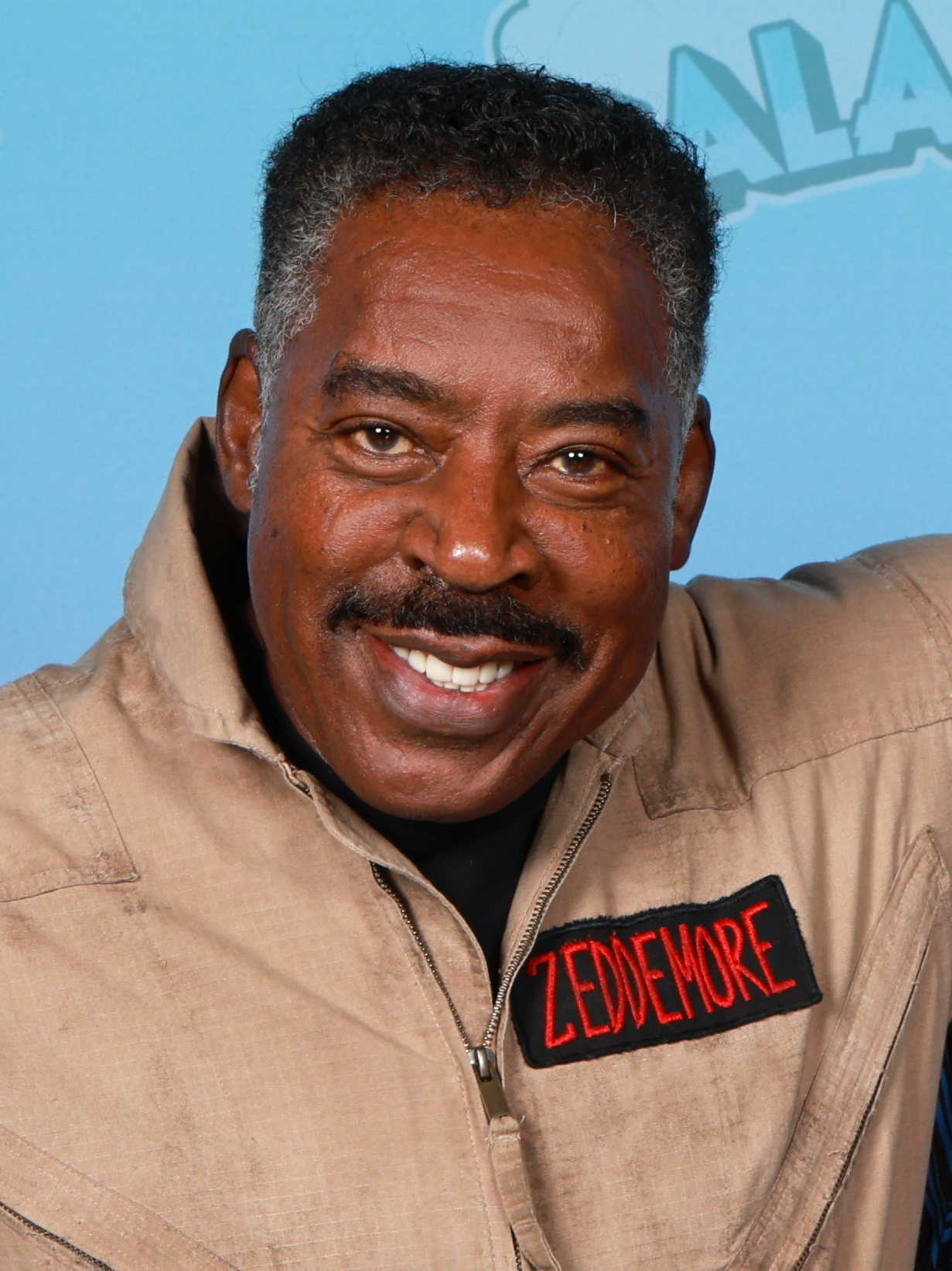
Ernie Hudson en la GalaxyCon Raleigh en 2024

| Año  | Película                                          | Personaje                             | Notas               |
| ---- | ------------------------------------------------- | ------------------------------------- | ------------------- |
| 1976 | Leadbelly                                         | -                                     |                     |
| 1976 | The Human Tornado                                 | Bo                                    |                     |
| 1977 | Man from Atlantis                                 | Minion                                | Serie de televisión |
| 1977 | Mad Bull                                          | Black Bart                            |                     |
| 1978 | King                                              | Jack Corbin                           | Serie de televisión |
| 1978 | Fantasy Island                                    | Jamu                                  | Serie de televisión |
| 1978 | Last of the Good Guys                             | El Coliph                             |                     |
| 1978 | Baa Baa Black Sheep                               | King George                           | Serie de televisión |
| 1979 | El Increíble Hulk                                 | Lee                                   | Serie de televisión |
| 1979 | Roots: The Next Generations                       | Muslim at Door                        | Serie de televisión |
| 1979 | The White Shadow                                  | Johnson                               | Serie de televisión |
| 1979 | Highcliffe Manor                                  | Smythe                                | Serie de televisión |
| 1979 | The Main Event                                    | Killer                                |                     |
| 1979 | One Day at a Time                                 | Sargento en la mesa                   | Serie de televisión |
| 1980 | Skag                                              | -                                     |                     |
| 1980 | The $5.20 an Hour Dream                           | Homer Burden                          |                     |
| 1980 | White Mama                                        | Consejero                             |                     |
| 1980 | Joni                                              | Earl                                  |                     |
| 1980 | The Octagon                                       | Quinine                               |                     |
| 1980 | Too Close for Comfort                             | Sam Martin                            | Serie de televisión |
| 1980 | The Jazz Singer                                   | Heckler                               |                     |
| 1981 | Underground Aces                                  | General Africano                      |                     |
| 1981 | A Matter of Life and Death                        | Mr. Harrison                          |                     |
| 1981 | Diff'rent Strokes                                 | Kwane                                 | Serie de televisión |
| 1981 | Crazy Times                                       | Harold 'Jazzman' Malloy               |                     |
| 1981 | La Casa de la Pradera                             | William Thomas                        | Serie de televisión |
| 1981 | Taxi                                              | Terry Carver                          | Serie de televisión |
| 1982 | Flamingo Road                                     | Chandler                              | Serie de televisión |
| 1982 | Bosom Buddies                                     | Rochelle                              | Serie de televisión |
| 1982 | The New Odd Couple                                | Moses Brown                           | Serie de televisión |
| 1983 | Spacehunter: Adventures in the Forbidden Zone     | Washington                            |                     |
| 1983 | Webster                                           | Rudy                                  | Serie de televisión |
| 1983 | Going Berserk                                     | Jerome Willy Muhammed                 |                     |
| 1983 | Women of San Quentin                              | Charles Wilson                        |                     |
| 1983 | El equipo A                                       | Cal Freeman                           | Serie de televisión |
| 1983 | Two of a Kind                                     | Det. Skaggs                           |                     |
| 1984 | Los Cazafantasmas                                 | Winston Zeddemore                     |                     |
| 1984 | Joy of Sex                                        | Mr. Porter                            |                     |
| 1984 | St. Elsewhere                                     | Jerry Close                           | Serie de televisión |
| 1985 | California Girls                                  | Ernie                                 |                     |
| 1985 | Love on the Run                                   | Lamar                                 |                     |
| 1985 | The Super Powers Team: Galactic Guardians         | Cyborg                                | Serie de televisión |
| 1986 | The Last Precinct                                 | Det. Sgt. Tremaine "Night Train" Lane | Serie de televisión |
| 1986 | Gimme a Break!                                    | -                                     | Serie de televisión |
| 1986 | The Last Precinct                                 | Det. Sgt. Tremaine "Night Train" Lane |                     |
| 1986 | Mike Hammer                                       | Digger Love                           | Serie de televisión |
| 1987 | Weeds                                             | Bagdad                                |                     |
| 1987 | Padres forzosos                                   | Reggie 'The Sandman' Martin           | Serie de televisión |
| 1988 | The Dirty Dozen: The Fatal Mission                | Joe Hamilton                          |                     |
| 1988 | The Wrong Guys                                    | Dawson                                |                     |
| 1989 | Trapper County War                                | Jefferson Carter                      |                     |
| 1989 | Leviathan                                         | Justin Jones                          |                     |
| 1989 | Collision Course                                  | Shortcut                              |                     |
| 1989 | Los Cazafantasmas 2                               | Winston Zeddemore                     |                     |
| 1990 | Cop Rock                                          | -                                     | Serie de televisión |
| 1990 | Broken Badges                                     | Toby Baker                            | Serie de televisión |
| 1991 | Miss Jones                                        | Evinrude Johnson                      |                     |
| 1992 | Angel Street                                      | Thurman Nickens                       |                     |
| 1992 | La Mano que mece la Cuna                          | Solomon                               |                     |
| 1992 | The Ben Stiller Show                              | Capitán Tenis                         | Serie de televisión |
| 1992 | Batman: La serie animada                          | Guardia de seguridad                  | Serie de televisión |
| 1993 | The Pitch                                         | Vet                                   |                     |
| 1993 | Tribeca                                           | Howard                                | Serie de televisión |
| 1993 | Wild Palms                                        | Tommy Lazlo                           | Serie de televisión |
| 1993 | Cuentos de la Cripta                              | Zambini                               | Serie de televisión |
| 1994 | Sugar Hill                                        | Lolly Jonas                           |                     |
| 1994 | Lifestories: Families in Crisis                   | Coach Seldon                          | Serie de televisión |
| 1994 | No Escape                                         | Hawkins                               |                     |
| 1994 | El Cuervo                                         | Sargento Albrecht                     |                     |
| 1994 | The Cowboy Way                                    | Officer Sam Mad Dog Shaw              |                     |
| 1994 | Airheads                                          | Sergeant O'Malley                     |                     |
| 1994 | Speechless                                        | Ventura                               |                     |
| 1995 | Diario de un rebelde                              | Reggie                                |                     |
| 1995 | Congo                                             | Capitán Munro Kelly                   |                     |
| 1996 | Grace Under Fire                                  | Thad Alford                           | Serie de televisión |
| 1996 | El sustituto                                      | Principal Claude Rolle                |                     |
| 1996 | Tornado!                                          | Dr. Joe Branson                       | Serie de televisión |
| 1996 | For Which He Stands                               | DEA Agent Baxter                      |                     |
| 1996 | Just Your Luck                                    | Willie                                |                     |
| 1996 | The Cherokee Kid                                  | Deadwood Dick                         |                     |
| 1997 | Fakin' Da Funk                                    | Joe Lee                               |                     |
| 1997 | Levitation                                        | Joe Lee                               |                     |
| 1997 | Clover                                            | Gaten Hill                            |                     |
| 1997 | Operation Delta Force                             | Tipton                                |                     |
| 1997 | Superman: La serie animada                        | Profesor Félix                        | Serie de televisión |
| 1997 | Mr.Magoo                                          | Agente Gus Anders, CIA                |                     |
| 1998 | Butter                                            | Curtis "8-Ball" Harris                |                     |
| 1998 | Stranger in the Kingdom                           | Reverendo Walter Andrews              |                     |
| 1998 | The Gregory Hines Show                            | Jack                                  | Serie de televisión |
| 1998 | Arli$$                                            | Warden Leo Glynn                      | Serie de televisión |
| 1998 | Best of the Best: Without Warning                 | Detective Gresko                      |                     |
| 1998 | October 22                                        | Arthur                                |                     |
| 1998 | Secuestro letal                                   | Senador Douglas Wilson                |                     |
| 1999 | Lillie                                            | Larry Miller                          |                     |
| 1999 | Michael Jordan: Un héroe americano                | -                                     |                     |
| 1999 | Shark Attack                                      | Lawrence Rhodes                       |                     |
| 1999 | Interceptors                                      | Major McKenzie                        |                     |
| 1999 | Stealth Fighter                                   | Presidente Westwood                   |                     |
| 1999 | Miracle on the 17th Green                         | Earl Fielder                          |                     |
| 1999 | Paper Bullets                                     | Detective Ron Mills                   |                     |
| 2000 | Everything's Jake                                 | Jake                                  |                     |
| 2000 | Nowhere to Land                                   | Danny Gorlin                          |                     |
| 2000 | Red Letters                                       | Detective Glen Teal                   |                     |
| 2000 | Juego asesino                                     | Ibby                                  |                     |
| 2000 | Miss Agente Especial                              | Director Harry McDonald               |                     |
| 2001 | HRT                                               | -                                     |                     |
| 2001 | Walking Shadow                                    | Hawk                                  |                     |
| 2001 | Touched by an Angel                               | Norm McCloud                          | Serie de televisión |
| 2001 | A Town Without Christmas                          | Ted                                   |                     |
| 2003 | Oz                                                | Warden Leo Glynn                      | Serie de televisión |
| 2003 | Sin Rastro                                        | Manny Aybar                           | Serie de televisión |
| 2003 | Anne B. Real                                      | Principal Davis                       |                     |
| 2003 | 10-8: Officers on Duty                            | Senior Deputy John Henry Barnes       | Serie de televisión |
| 2004 | Clifford's Really Big Movie                       | P.T.                                  |                     |
| 2004 | Everwood                                          | Bill Hoover                           | Serie de televisión |
| 2005 | Confessions of an Action Star                     | Ex Ops Commander                      |                     |
| 2005 | Marilyn Hotchkiss Ballroom Dancing & Charm School | Blake Rische                          |                     |
| 2005 | Lackawanna Blues                                  | Dick Barrymore                        |                     |
| 2005 | Miss Agente Especial 2: Armada y fabulosa         | FBI Director Harry McDonald           |                     |
| 2005 | Bathsheba                                         | Nathan                                |                     |
| 2005 | Fighting the Odds: The Marilyn Gambrell Story     | Perry Beasley                         |                     |
| 2005 | Halfway Decent                                    | Tom                                   |                     |
| 2006 | The Ron Clark Story                               | Principal Turner                      |                     |
| 2006 | Crossing Jordan                                   | Coronel Wirth                         | Serie de televisión |
| 2006 | Stargate SG-1                                     | Pernaux                               | Serie de televisión |
| 2006 | Urgencias                                         | Coronel James Gallant                 | Serie de televisión |
| 2006 | Hood of Horror                                    | Roscoe                                |                     |
| 2007 | Caso Cerrado                                      | Moses Jones                           | Serie de televisión |
| 2007 | Mujeres Desesperadas                              | Detective Ridley                      | Serie de televisión |
| 2007 | Certifiably Jonathan                              | Guarda del Museo                      |                     |
| 2007 | Nobel Son                                         | Lasasso                               |                     |
| 2007 | All Hat                                           | Jackson Jones                         |                     |
| 2007 | Final Approach                                    | Agente Lorenzo Dawson                 |                     |
| 2007 | Las Vegas                                         | Bob Casey                             | Serie de televisión |
| 2007 | Psych                                             | William Guster                        | Serie de televisión |
| 2008 | The Man in the Silo                               | Marcus Wells                          |                     |
| 2008 | Bones                                             | David Barron                          | Serie de televisión |
| 2008 | The Secret Life of the American Teenager          | Dr. Fields                            | Serie de televisión |
| 2008 | Lonely Street                                     | Capt. Morgan                          |                     |
| 2008 | Ghostbusters: The Video Game                      | Winston Zeddemore                     | Videojuego          |
| 2009 | Balancing the Books                               | Detective Carter                      |                     |
| 2009 | Pastor Brown                                      | Marcus Wells                          |                     |
| 2009 | Dragonball Evolution                              | Sifu Norris                           |                     |
| 2009 | Never Submit                                      | Roy                                   |                     |
| 2010 | Machete Joe                                       | Sheriff Taylor                        |                     |
| 2010 | Death Game                                        | Priest                                |                     |
| 2010 | Criminal Minds                                    | Lt. Al Garner                         | Serie de televisión |
| 2011 | Cómo conocí a vuestra madre                       | Él mismo                              | Serie de televisión |
| 2012 | Deer Crossing                                     | Capitán Bailey                        |                     |
| 2012 | Dark Canyon                                       | Cyrus Parker                          |                     |
| 2013 | Mob City                                          | Bunny                                 | Serie de televisión |
| 2013 | Dear Secret Santa                                 | Pastor Avery                          |                     |
| 2014 | Once Upon a Time                                  | Poseidón                              | Serie de televisión |
| 2014 | El asesino durmiente                              | Detective Claymar                     |                     |
| 2014 | Unas Navidades de escándalo                       | Pastor Ed                             |                     |
| 2014 | Directa al corazón                                | Dr. Beck                              |                     |
| 2016 | Cazafantasmas                                     | Bill Jenkins                          | Cameo               |
| 2016 | Modern Family                                     | Miles                                 | Serie de televisión |
| 2016 | Heaven Sent                                       | Donatello                             |                     |
| 2017 | High & Outside: A Baseball Noir                   | Sanzone                               |                     |
| 2018 | Nappily Ever After                                | Richard Jones                         |                     |
| 2019 | Arrow                                             | General Stewart                       | Serie de televisión |
| 2021 | Ghostbusters: Afterlife                           | Winston Zeddemore                     |                     |
| 2022 | Prisoner’s Daughter                               | Hank                                  |                     |
| 2023 | Champions                                         | Phil Perretti                         |                     |
| 2023 | The Retirement Plan                               | TBA                                   |                     |
| 2024 | Ghostbusters: Frozen Empire                       | Winston Zeddemore                     |                     |